# Liriomyza costaricana
Liriomyza costaricana este o specie de muște din genul Liriomyza, familia Agromyzidae, descrisă de Spencer în anul 1983.
Este endemică în Costa Rica. Conform Catalogue of Life specia Liriomyza costaricana nu are subspecii cunoscute.